# Рожка Михайло Васильович
Рожко Михайло Васильович (нар. 19 жовтня 1956 року в селі Ломачинці Сокирянський район Чернівецька область — Український композитор. Педагог. Відмінник освіти України. Член асоціації композиторів-піснярів Національної Всеукраїнської музичної спілки.

## Біографія
Михайло Рожко народився 19 жовтня 1956 року в с. Ломачинці Сокирянського району Чернівецької області (Україна). Закінчив Ломачинецьку середню школу, Сокирянську дитячу музичну школу по класу баяна, музичний факультет Вінницького педагогічного інституту. Здобувши вищу освіту, працює у закладах освіти і культури: викладач вищої категорії Новодністровської музичної школи, керівник гуртка будинку дитячої творчості.

## Творчі набутки
Вихованці педагога-музиканта М. В. Рожка брати Денис та Богдан Панченки — стали студентами Одеської консерваторії, Оксана Бриндак, Станіслав Бодров, Надійка Зубаль, Оля Попова, Христина Голінок та інші ставали лауреатами та дипломантами районних, обласних, регіональних конкурсів і фестивалів. Колишній учень, випускник за класом акордеона Олександр Бицюк — аспірант Київської академії керівних кадрів України, викладач Вінницького педагогічного університету.
Михайло Рожко як музикант і композитор разом з колегами-педагогами та учнями неодноразово був учасником різних культурно-мистецьких заходів у містах України, Молдови, Румунії.
Він автор збірок пісенних творів «Суцвіття музики і слова», «Дарунок невидимого птаха» (збірка на вірші Інни Багрійчук), які вийшли друком у Чернівцях у 2006 р. у ПВКФ «Технодрук». Популярними стали пісні композитора «Додому» на слова Василя Васкана, «Дністровський край» Тамари Лаврук, «Буковиночка» на власні вірші… Він автор музики 8-ми пісень на слова Тамари Морошан (Лаврук), яка включила їх окремим розділом «Днстровський край» до своєї збірки «Я прийшла у цей світ любити», котра вийшла друком у Лісабоні, де вона нині трудиться.

## Відзнаки, нагороди
- Відмінник освіти України.
- Грамота Національної Всеукраїнської музичної спілки за підписом Героя України, народного артиста України, академіка Анатолія Авдієвського.